# Clashnessie
Clashnessie (schottisch-gälisch: Clais an Easaidh) ist eine kleine Crofter-Gemeinde rund 11 Kilometer nördlich von Lochinver an der Nordwestküste Schottlands; sie befindet sich im Bezirk Assynt im Westen der ehemaligen schottischen Grafschaft Sutherland in der Council Area Highland, etwa 100 km nördlich von Inverness. „Crofter“ (schottisch-gälisch: croitear) sind Landwirte, die gemäß den Regelungen des Crofter Holdings Gesetzes von 1886 gepachtetes Land bewirtschaften.

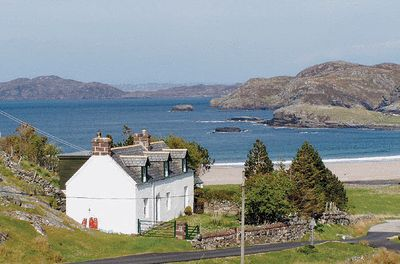
Clashnessie Bay und ein ehemaliges Crofter-Haus

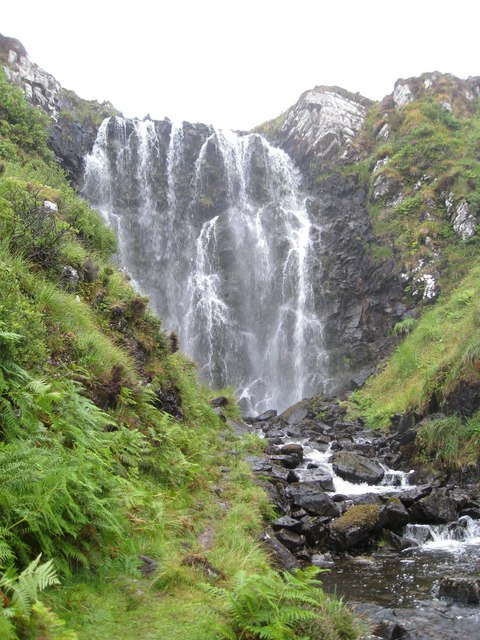
Der Wasserfall bei Clashnessie

Die Siedlung liegt an der Clashnessie Bay mit ihrem sandigen Strand. Ihr schottisch-gälischer Name bedeutet „Tal am Wasserfall“, und die Mehrzahl der Häuser steht in diesem Tal. Heute bestehen nur noch insgesamt 19 Häuser, weit verstreut auf einem Gebiet von etwa 2,5 km². Zehn davon stammen noch aus dem 19. Jahrhundert, als der Ort besiedelt wurde, oder sind teilrenoviert oder auch Nachbauten dieser Zeit; die übrigen sind neueren Datums und in verschiedenen Baustilen gebaut. In der Umgebung finden sich zahlreiche Mauerreste ehemaliger Wohnhäuser und Wirtschaftsgebäude von Croftern, die – von ihren Feldern im Landesinneren vertrieben – sich hier ansiedelten.
Clashnessie hatte einst ein Wirtshaus, eine Poststelle und einen Dorfladen, und die Ruine der ehemaligen Gemeindemühle mit ihrem horizontal laufenden Wasserrad ist noch am Bachlauf zu sehen, der vom 15 m hohen und vom Loch an Easain und Loch nan Lub herabfallenden Wasserfall „Clashnessie Falls“ kommend durch das Tal verläuft. Auch Reste des einstigen Armenhauses sind noch vorhanden.
In den 1960er Jahren war die dauerhaft ansässige Bevölkerung bis auf rund ein Dutzend geschrumpft. Heute hat der Ort eine auch international gemischte Einwohnerschaft. Das Klima am Ort ist aufgrund des nahen Golfstroms mild, und Broadband Wireless Access ist vorhanden. Die meisten Anwesen sind inzwischen „decrofted“, d. h. in rechtliches Eigentum der Besitzer übergegangen, aber auch traditionelles Crofting wird wieder betrieben, mit Highland Cattle und Cheviot-Schafen auf der Gemeinschaftsweide. Eine Anzahl von Ferienwohnungen (ganze Häuser oder auch nur Fremdenzimmer) können gemietet werden, aber Clashnessie hat weder Läden noch Restaurants; die gibt es erst im 11 km entfernten Lochinver.
Im Norden des Gemeindegebiets, am Westufer der Bay, befindet sich das An Dun, ein auch als „Promontory Dun“ bezeichnetes, kleines Dun – Rest einer bronzezeitlichen Anlage aus Trockenmauerwerk.